# Angelus Novus (album)
Pour les articles homonymes, voir Angelus Novus.

Angelus Novus est un album de John Zorn joué par The Callithumpian Consort Of New England Conservatory sous la direction de Stephen Drury. Il est sorti en 1998 sur le label Tzadik dans la série Composer consacrée à la musique classique contemporaine. Il comprend quatre compositions :  For Your Eyes Only (1988), Christabel (1972) inspiré par la poésie de Samuel Taylor Coleridge, Carny (1989) et Angelus Novus (1993) dédicacé à Walter Benjamin
.

## Titres
| 1.    | For Your Eyes Only | 13:47 |
| 2.    | Christabel         |       |
|       | Part I             | 4:04  |
|       | Part II            | 3:52  |
| 3.    | Carny              | 12:59 |
| 4.    | Angelus Novus      |       |
|       | Peshat             | 2:05  |
|       | Tzomet             | 1:24  |
|       | Aliya              | 4:25  |
|       | Herut              | 1:46  |
|       | Pardes             | 2:55  |
| 47:17 |                    |       |

## Personnel
- The Callithumpian Consort Of New England Conservatory
- Stephen Drury – chef d'orchestre, piano sur Carny